# Catedral de Nossa Senhora do Santíssimo Rosário
A Catedral Diocesana de Paranaguá é um templo católico brasileiro, localizado no município de Paranaguá, no estado do Paraná. É a sede do Bispado de Paranaguá e da Paróquia de Nossa Senhora do Santíssimo Rosário. Conhecida como "Igreja Matriz", foi a primeira edificação católica construída no Paraná, e o primeiro templo no Brasil dedicado à Nossa Senhora do Rosário.
Em estilo colonial português, é datada do século XVIII, sendo bem tombado em nível estadual, pertencendo ao conjunto do Centro Histórico de Paranaguá, tombado em nível federal. Sua estrutura divide-se em quatro corpos, a saber: nave, capela mor, sacristia lateral e torre construída à direita de seu frontão. O alongamento da torre lhe atribui características neogóticas, que conflitam com as linhas coloniais da austera fachada e com a escala ainda observada no lado dianteiro em quase toda a cidade.
O primevo marco de sua construção data do ano de 1578, mas o templo não pode ter esta data como sendo a de sua construção, porque as mudanças foram tantas que a igreja atual quase nada possui do edifício original, e são poucos os documentos que relatam se houve reformas ou uma nova construção no local da antecedente. Somente no ano de 1725 foi criada a Confraria de Nossa Senhora do Rosário de Paranaguá, que tem, até hoje, na igreja matriz a sua sede. Portanto, as inúmeras pesquisas históricas não comprovam se o templo trata-se de uma nova igreja que substituiu uma capela, e tampouco qual a data de sua consagração. De qualquer modo, o templo é uma das edificações mais antigas do Paraná e um referencial da confirmação da posse portuguesa no território paranaense.